# 岸倫仔
岸 倫仔（きし りんこ、4月2日 - ）は、日本の女性ヴァイオリニスト、作曲家。
「倫仔」のアルファベット表記については、一般的なローマ字表記の「Rinko」とは別に、Lを頭文字としNを2つ並べた「Linnko」をアーティスト・ロゴとして用いている。

## 略歴
大阪府吹田市生まれ。5歳よりピアノを始め、この頃より作曲を始める。さらに8歳よりヴァイオリンを始める。奈良で育ち、父親の転勤により、名古屋、東京と東に移動。
国立音楽大学器楽科（ヴァイオリン専攻）在学中に「LINN-TETRA」の母体というべきバンドを結成。ヴォーカル、ヴァイオリン、キーボードを担当し、自らの曲の発表の場としてライヴ活動を開始する。大学卒業後、楽曲提供やヴァイオリニストとしてのステージサポート、CMサウンドロゴやビデオブックなどのスタジオヴォーカリストとしてのキャリアをスタートする。
1994年、中村雅俊in武道館に参加。
1996年より木根尚登「TALK & LIVE」に参加し、コーラスも出来るヴァイオリニストとして活動する。
1999年、サポートワークとして参加しているAska Stringsのアルバム「foot prints」に2曲を提供し、20余名のストリングスを伴い演奏する。
2001年、1st ソロアルバム「LINN-TETRA & LINNKO」リリース。
2005年、2nd ソロアルバム「∞LINN-TETRA」リリース。
2008年、3rd ソロアルバム「TETRA@Party」リリース。
2009年、4th ソロアルバム「Go Places! Linnko!」リリース。
2011年より声優・歌手である今井麻美のバンド「+A」のメンバーとして、5月15日のバースデーライブからライブ・サポートに参加。同年、3月11日の東日本大震災を受けて、6月17日に声楽家野口理恵主催の「野口理恵(ソプラノ)と仲間たちによる東日本大震災復興支援チャリティーコンサート　祈り〜そして明日への力を」に参加。
さらに同年10月18日、みずから立ち上げたグループ「Nyan-PEACE」による、「被災動物救護支援チャリティーコンサート Vol.1」を開催。2012年2月17日に「（同）Vol.2」を、6月30日に「（同）Vol.3」を開催。
その後も不定期ながらチャリティー活動を続けている。

## 音楽活動
ソロ活動としては、2001年に全曲オリジナルとなる初のソロCD「LINN-TETRA & LINNKO」を発表、2005年に「∞LINN-TETRA」、2008年7月7日に「TETRA@Party」、2009年4月29日に「Go Places! Linnko!」と現在までに4作のオリジナルアルバムを発表している。いずれの作品においても、作詞・作曲・ヴァイオリン・エレキヴァイオリン・ヴォーカルをこなす。
「TETRA@Party」収録の「Life is Party」は、TBSラジオ「荒川強啓のデイ・キャッチ！」内の「feel the mind〜最上の出会い〜」で2010年1月11日からテーマ曲として1年間使われていた。
以降、ストリングスセクションのメンバーとして、またソロヴァイオリニストとして様々なアーティスト（峰さをり、石丸幹二、今井麻美など）のライブ、コンサート、オペレッタ、ミュージカル（『ナイン』『道化の瞳』『シャーロックホームズ』『ライムライト』）に出演。レコーディングにおいてもCM（ソフトバンク・サッポロビールなど）、映画（アンフェア・レイトン教授など）のサウンドトラック、多くのアーティスト（福山雅治・宇多田ヒカル・浜崎あゆみ・いきものがかりなど）のサポートや楽曲制作、舞台作品に参加。
そのほかにも、「アンフェア」「ホッタラケの島」「レイトン教授」などの映画音楽への参加、坂本龍一、加藤登紀子、純名りさ、加山雄三、五井道子（秋元康プロデュース・2007年公開「伝染歌」の主題歌）、玉木宏、me-ho、池田聡、神崎ゆう子、加賀美セイラ、September、小比類巻かほる、黒瀬真奈美、五輪真弓などのアーティストの作品に参加している。
ヴァイオリニスト以外としても楽曲提供、サウンドロゴなどのスタジオヴォーカリスト、ブライダルミュージックのプロデュースや編曲、ＥＳＰミュージカルアカデミーヴォーカルコースにおいてイヤートレーニング、サブキーボードの講師などの経歴がある。
またメンタル心理カウンセラーの資格を取得し、カウンセリングを行う。
2013年10月UTAKAIプロデュース『美しき魔女たち』で舞台女優デビュー。
その他にも東京都多摩市のスタジオクイーン、及び自宅にてヴァイオリン教室の講師を務める。
現在もレコーディングやアーティストサポート等を行いながら、LINN-TETRAのリーダーとしても、またアコースティックユニットLINN-ZORTAとしてもライブ活動中。

## 「Nyan-PEACE」の活動
2011年1月末、18年半連れ添った愛猫を亡くしたのをきっかけに日本の犬猫の惨憺たる現状を知ることとなり、愛護活動の一環として"出来ることから"をモットーに有志プロ音楽家が出演し様々な職業の仲間達がボランティアスタッフとして参加するチャリティコンサートを企画＆実施するグループ『Nyan-PEACE』を立ち上げる。
同年10月18日、「被災動物救護支援チャリティーコンサート Vol.1」を開催して以降、チャリティー活動を続けている。
寄付は主に福島県で活動するボランティアの支援に当てられ、保護動物のための食料や医療、施設改善などに使われている。

## 音楽的特徴
岸倫仔の音楽は、主に3つのスタイルに大別される。ひとつはギター、ベース、ドラムスにピアノやキーボードを加えたバンドをバックにヴァイオリンを奏でるジャズロック・スタイル。そして、ピアノやアコースティックギターなどのバッキングで演奏するアコースティック・スタイル。さらに、自らの歌声によるヴォーカル・スタイルである。発表された作品は、ヴォーカル・ナンバーの作詞も含めすべて彼女自身によるオリジナルである。

## ディスコグラフィー
- LINN-TETRA & LINNKO （2001年）
- ∞LINN-TETRA （2005年）
- TETRA@Party （2008年）
- Go Places! Linnko! （2009年）